# Campeonato Mundial de Natação em Piscina Curta de 2014 - 200 m peito masculino
A prova dos 200 metros nado peito masculino do Campeonato Mundial de Natação em Piscina Curta de 2014 foi disputado em 5 de dezembro no Centro Aquático Aspire Sports Complex em Doha.

## Recordes
Antes desta competição, os recordes mundiais e do campeonato nesta prova eram os seguintes:
|    | Nome          | Nacionalidade | Tempo   | Local    | Data                   |
| -- | ------------- | ------------- | ------- | -------- | ---------------------- |
| WR | Dániel Gyurta | Hungria       | 2:00.48 | Dubai    | 31 de agosto de 2014   |
| CR | Dániel Gyurta | Hungria       | 2:01.35 | Istambul | 14 de dezembro de 2012 |

## Medalhistas
| Ouro                | Prata            | Bronze               |
| Dániel Gyurta (HUN) | Marco Koch (GER) | Kirill Prigoda (RUS) |

## Resultados

### Eliminatórias
As eliminatórias ocorreram dia 5 de dezembro.  
| Colocação | Bateria | Raia | Nome                  | Nacionalidade            | Tempo   | Notas |
| --------- | ------- | ---- | --------------------- | ------------------------ | ------- | ----- |
| 1         | 6       | 4    | Dániel Gyurta         | Hungria                  | 2:03.64 | Q     |
| 2         | 4       | 4    | Yasuhiro Koseki       | Japão                    | 2:04.04 | Q     |
| 3         | 4       | 5    | Kirill Prigoda        | Rússia                   | 2:04.18 | Q     |
| 4         | 5       | 4    | Marco Koch            | Alemanha                 | 2:04.20 | Q     |
| 5         | 6       | 5    | Oleg Kostin           | Rússia                   | 2:04.46 | Q     |
| 6         | 6       | 6    | Felipe França         | Brasil                   | 2:04.63 | Q     |
| 7         | 5       | 6    | Yuta Oshikiri         | Japão                    | 2:04.90 | Q     |
| 8         | 6       | 3    | Tomáš Klobučník       | Eslováquia               | 2:05.01 | Q     |
| 9         | 4       | 3    | Cody Miller           | Estados Unidos           | 2:06.03 |       |
| 10        | 6       | 8    | B.J. Johnson          | Estados Unidos           | 2:06.24 |       |
| 11        | 5       | 5    | Thiago Simon          | Brasil                   | 2:06.42 |       |
| 12        | 6       | 7    | Giedrius Titenis      | Lituânia                 | 2:07.42 |       |
| 13        | 4       | 2    | David Horvath         | Hungria                  | 2:07.50 |       |
| 14        | 4       | 1    | Adam Peaty            | Reino Unido              | 2:07.56 |       |
| 15        | 6       | 2    | Jake Packard          | Austrália                | 2:07.86 |       |
| 16        | 3       | 4    | Andriy Kovalenko      | Ucrânia                  | 2:08.02 |       |
| 17        | 4       | 7    | Valeriy Dymo          | Ucrânia                  | 2:08.10 |       |
| 18        | 4       | 6    | Laurent Carnol        | Luxemburgo               | 2:08.22 |       |
| 19        | 5       | 1    | Jorge Murillo         | Colômbia                 | 2:08.87 |       |
| 20        | 5       | 7    | Glenn Snyders         | Nova Zelândia            | 2:09.10 |       |
| 21        | 3       | 5    | Vladislav Mustafin    | Uzbequistão              | 2:09.46 |       |
| 22        | 5       | 2    | Chris Christensen     | Dinamarca                | 2:09.64 |       |
| 23        | 5       | 8    | Martin Allikvee       | Estónia                  | 2:09.75 |       |
| 24        | 3       | 7    | Azad Al-Barazi        | Síria                    | 2:10.21 |       |
| 25        | 3       | 6    | Sverre Næss           | Noruega                  | 2:10.40 |       |
| 26        | 4       | 0    | Chao Man Hou          | Macau                    | 2:11.45 |       |
| 27        | 5       | 0    | Josué Domínguez       | República Dominicana     | 2:11.71 |       |
| 28        | 6       | 9    | Alpkan Örnek          | Turquia                  | 2:11.82 |       |
| 29        | 4       | 8    | Christoph Meier       | Liechtenstein            | 2:12.17 |       |
| 29        | 5       | 9    | Irakli Bolkvadze      | Geórgia                  | 2:12.17 |       |
| 31        | 4       | 9    | Joshua Hall           | Filipinas                | 2:13.61 |       |
| 32        | 6       | 0    | Ahmad Al-Bader        | Kuwait                   | 2:13.63 |       |
| 33        | 3       | 0    | Anton Zheltiakov      | Azerbaijão               | 2:14.09 |       |
| 34        | 3       | 1    | Davletbaev Damir      | Quirguistão              | 2:15.26 |       |
| 35        | 2       | 4    | Julian Fletcher       | Bermudas                 | 2:16.25 |       |
| 36        | 3       | 8    | Rafael van Leeuwaarde | Suriname                 | 2:16.83 |       |
| 37        | 3       | 3    | Lee Hsuan-yen         | Taipé Chinesa            | 2:18.06 |       |
| 38        | 2       | 2    | James Lawson          | Zimbabwe                 | 2:18.88 |       |
| 39        | 2       | 6    | Jésus Flores          | Honduras                 | 2:19.06 |       |
| 40        | 3       | 9    | Micah Fernandes       | Quênia                   | 2:20.35 |       |
| 41        | 2       | 0    | Kiran Jasinghe        | Sri Lanka                | 2:21.61 |       |
| 42        | 2       | 3    | Yosif Al-Musallam     | Kuwait                   | 2:21.90 |       |
| 43        | 2       | 5    | Ramazan Taimatov      | Quirguistão              | 2:23.69 |       |
| 44        | 1       | 2    | Matthew Shone         | Zâmbia                   | 2:30.64 |       |
| 45        | 1       | 4    | Deni Baholli          | Albânia                  | 2:30.88 |       |
| 46        | 2       | 1    | Douglas Miller        | Fiji                     | 2:31.13 |       |
| 47        | 2       | 7    | Walid Daloul          | Catar                    | 2:33.50 |       |
| 48        | 1       | 5    | Pierre-Andre Adam     | Seicheles                | 2:35.28 |       |
| 49        | 2       | 8    | Brandon Schuster      | Samoa                    | 2:35.71 |       |
| 50        | 2       | 9    | Abdullah Al-Yehari    | Catar                    | 2:38.73 |       |
| 51        | 1       | 6    | Nikolas Sylvester     | São Vicente e Granadinas | 2:40.90 |       |
| 52        | 1       | 3    | Binald Mahmuti        | Albânia                  | 2:41.86 |       |
| 53        | 1       | 7    | Tanner Poppe          | Guam                     | 2:51.04 |       |
| 54        | 1       | 1    | Justin Payet          | Seicheles                | 3:12.82 |       |
| —         | 5       | 3    | Giacomo Perez-Dortona | França                   |         | DNS   |
| —         | 6       | 1    | Li Xiang              | China                    |         | DNS   |
| —         | 3       | 2    | Arnoldo Herrera       | Costa Rica               |         | DSQ   |

### Final
A final teve sua disputa realizada em 5 de dezembro. 
| Colocação         | Raia | Nome            | Nacionalidade | Tempo   | Notas |
| ----------------- | ---- | --------------- | ------------- | ------- | ----- |
| Medalha de ouro   | 4    | Dániel Gyurta   | Hungria       | 2:01.49 |       |
| Medalha de prata  | 6    | Marco Koch      | Alemanha      | 2:01.91 |       |
| Medalha de bronze | 3    | Kirill Prigoda  | Rússia        | 2:02.38 |       |
| 4                 | 5    | Yasuhiro Koseki | Japão         | 2:02.45 |       |
| 5                 | 8    | Tomáš Klobučník | Eslováquia    | 2:04.29 |       |
| 6                 | 1    | Yuta Oshikiri   | Japão         | 2:05.09 |       |
| 7                 | 7    | Felipe França   | Brasil        | 2:06.74 |       |
| —                 | 2    | Oleg Kostin     | Rússia        |         | DSQ   |

Legenda
| Recorde mundial       | Recorde mundial (World record)               |                       | Recorde africano                      | Recorde africano (African) |                                           | Q | Classificado por posição (Qualified) |
| Recorde do campeonato | Recorde do campeonato (Championship record)  | Recorde da América    | Recorde da América (Americas)         | q                          | Classificado por melhor tempo (Qualified) |   |                                      |
| Melhor marca do ano   | Melhor marca do ano (World leading)          | Recorde asiático      | Recorde asiático (Asian)              | DNS                        | Não largou (Did not start)                |   |                                      |
| Recorde nacional      | Recorde nacional (National record)           | Recorde europeu       | Recorde europeu (European)            | DNF                        | Não terminou (Did not finish)             |   |                                      |
| Recorde pessoal       | Recorde pessoal do atleta (Personal best)    | Recorde da Oceania    | Recorde da Oceania (Oceania)          | DSQ / DQ                   | Desclassificado (Disqualified)            |   |                                      |
| Recorde da temporada  | Recorde da temporada do atleta (Season best) | Recorde sul-americano | Recorde sul-americano (South America) | NM                         | Sem marca (No mark)                       |   |                                      |